# La Jonction
 (juin 2024).
Si vous disposez d'ouvrages ou d'articles de référence ou si vous connaissez des sites web de qualité traitant du thème abordé ici, merci de compléter l'article en donnant les références utiles à sa vérifiabilité et en les liant à la section « Notes et références ».
La Jonction est un quartier de la ville de Genève (Suisse), son nom familier est « la Jonquille ».

## Géographie

Vue aérienne de la jonction

Situé à la confluence du Rhône et de l'Arve (d'où son nom), c'est l'un des deux seuls quartiers de Genève (avec celui de Plainpalais) à s'étendre sur la rive gauche de l'Arve par les ponts des Acacias et Saint-Georges. La partie sur la rive gauche est principalement occupée par la colline du Bois de la Bâtie, qui est directement accessible par la passerelle piétonne du même nom.

## Histoire
Avant d'être rattrapée à la fin du XIXe siècle par la croissance de la ville de Genève et l'urbanisation de celle-ci, la Jonction constitue une zone de cultures maraîchères entre le Rhône et l'Arve, comme le rappellent encore les noms de certaines rues du quartier : rue des Jardins, rue de la Puiserande (du nom d'une sorte de noria employée pour l'irrigation et représentée par une sculpture métallique située entre la rue des Plantaporrêts et la rue des Deux-Ponts), rue David-Dufour (nom d'un maraîcher), rue des Plantaporrêts (terme signifiant littéralement planteurs de poireaux) où a vécu Lénine lors de son exil à Genève (plaque sur l'immeuble du No 3).
Au XXe siècle, la Jonction est un quartier industriel, avec l'usine à gaz (qui explose en août 1909) et des entreprises de la métallurgie : SIP - Société genevoise d'instruments physiques (machines-outils de précision), Gardy (composants électriques), la Nationale (mécanique de luxe, briquets), Kugler (robinetterie) ou des locaux des SIG. Toutes ces entreprises périclitent dans les années 1970 - 1980, ou quittent le quartier.
L'administration du canton de Genève y a quelques bâtiments. Le dépôt de La Jonction, site historique des Transports publics genevois y est également installé. 
Un vaste projet de réhabilitation d'un ancien site des SIG, réapproprié par de nombreuses associations sous le nom de Artamis (1996 - 2008) qui y établisse un espace culturel alternatif, est porté par les autorités genevoises et abouti au projet d'écoquartier "Carré Vert".

## Institutions et entreprises
Le quartier de la Jonction abrite plusieurs institutions. La tour de la télé occupée par la RTS y est construite en 1969, où l'on retrouve de nombreux studios de la télévision publique (dont celui du 19h30) ainsi que ceux de la radio.
À proximité de celle-ci, on retrouve des bâtiments de l’Université de Genève dont celui d'Uni Mail, qui l'un des plus importants quant au nombre d'étudiantes et d'étudiants, ou celui de Science 2.
C'est aussi la domiciliation du journal quotidien La Tribune de Genève, de l'administration fiscale cantonale ou des bureaux de la CODHA.

## Activités culturelles et sportives

### Culture
Aujourd'hui, les anciennes industries ont été remplacées par des espaces culturels comme L'Usine, le Bâtiment des Forces Motrices, la Gravière, la Fonderie Kugler. Le quartier compte déjà plusieurs musées tel que le Musée d'ethnographie ou le Mamco qui se situe à la rue des Bains, très prisée par les galeristes. De nombreux autres lieux de moins grandes ampleurs y sont aussi installés.

### Sport
La présence du Rhône en fait un lieu plébiscité par la population pour les activités aquatiques.  C'est en outre le point de départ d'activités comme le kayak ou le rafting.    
Des plateformes en bois permettent aux baigneurs et baigneuses de se détendre tout en nageant dans le Rhône. Une buvette et des chaises longues sont installées à la pointe de la Jonction durant l'été afin que les baigneurs puissent profiter du soleil. 

### Maison de quartier de la Jonction
La Maison du quartier de la Jonction propose des activités sociales, civiques et culturelles pour aider chacune et chacun à trouver sa place dans la société. Des activités, des soutiens et des moyens d'action y sont proposés. La maison met à disposition de tous, grands et petits, un lieu d'expression, de réflexion et d'organisation. La MQJ programme des spectacles notamment dans sa salle L'Étincelle. Elle organise la Parade du Père Fouettard début décembre.